# 地震灾害
地震灾害是地球上主要的自然灾害之一。地球上每天都在发生地震，其中大多数震级较小或发生在海底等偏远地区，大部分的人们感觉不到。但是发生在人类活动区强烈地震往往会造成巨大的财产损失和人员伤亡。通常来讲，里氏3级以下的地震释放的能量很小，对建筑物不会造成明显的损害。人们对于里氏4级以上的地震具有明显的震感。在防震性能比较差且人口相对集中的区域，里氏5级以上的地震就有可能造成人员伤亡。

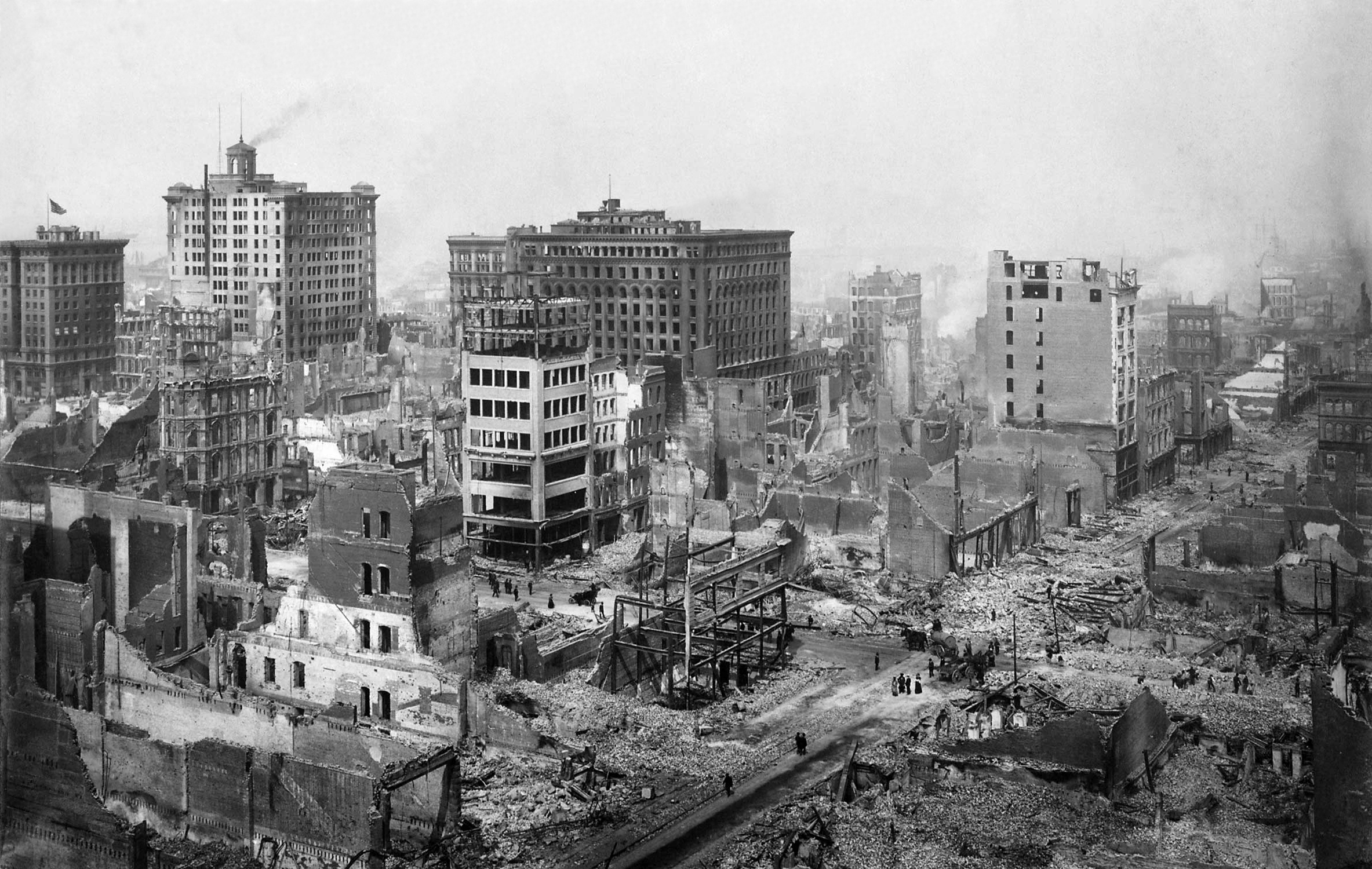
舊金山大地震（1906年）

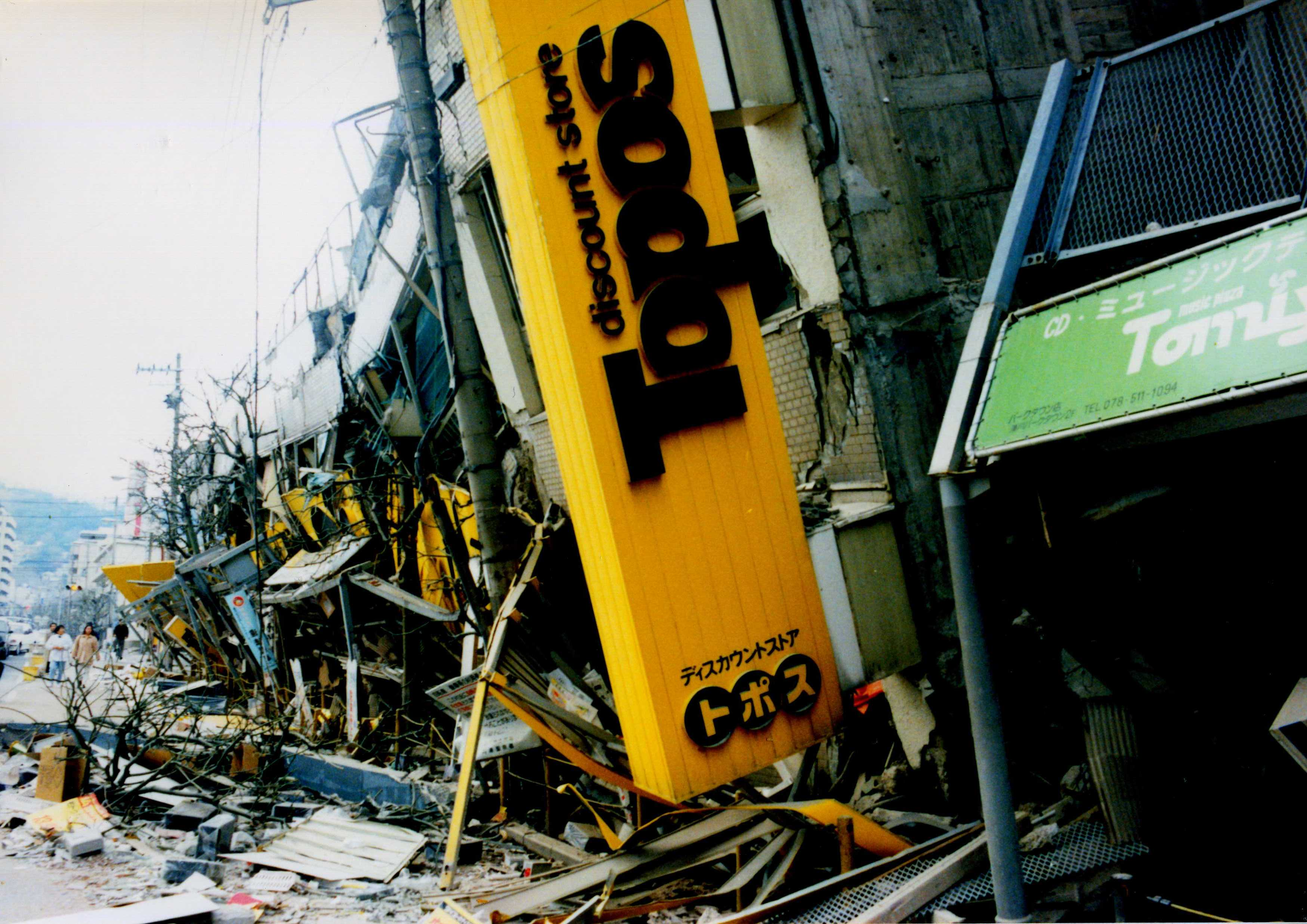
阪神大地震（1995年）

地震产生的地震波可直接造成建筑物的破坏甚至倒塌；破坏地面，产生地面裂缝，塌陷等；发生在山区还可能引起山体滑坡，雪崩等；而发生在海底的地震则可能引起海啸。餘震会使破坏更加严重。地震引发的次生灾害主要有建筑物倒塌，山体滑坡，土壤液化，海嘯以及管道破裂等引起的火灾，水灾和毒气泄漏等。此外当伤亡人员尸体不能及时清理，或污秽物污染了饮用水时。